# William Rawle
William Rawle (28 avril 1759, Philadelphie – 12 avril 1837), est un juriste américain.

## Biographie
Rawle suivit des études de droit à New York et au Middle Temple, à Londres, et a été admis au barreau en 1783.
En 1791, le président Washington l'a nommé procureur des États-Unis du district de Pennsylvanie, à ce titre, il a poursuivi des chefs de la Révolte du Whisky
Il a également servi comme conseiller pour la First Bank of the United States.
En 1830, Rawle contribue à la révision du code civil de la Pennsylvanie. Il a pris beaucoup d'intérêt pour la science, de la philanthropie et de l'éducation, et a été actif dans les groupes les soutenant.
Il a été fondateur et premier président de la Historical Society of Pennsylvania (en), président de la Pennsylvania Abolition Society, et pendant quarante ans a été trustee de l'Université de Pennsylvanie.

## Publications
- Vindication of Rev. Mr. Heckewelder's 'History of the Indian Nations' (1818)
- A View of the Constitution of the United States (1825; second edition, 1829)
- Discourse on the Nature and Study of the Law (1832)
- An Address before the Philadelphia Society for Promoting Agriculture (1819)
- Two Addresses to the Associated Members of the Bar of Philadelphia (1824)
- The Study of the Law (1832)
- Biographical Sketch of Sir William Keith
- A Sketch of the Life of Thomas Mifflin
- Essay on Angelic Influences

## Sources
- (en) Cet article est partiellement ou en totalité issu de l’article de Wikipédia en anglais intitulé « William Rawle » (voir la liste des auteurs).